# Song Renzong

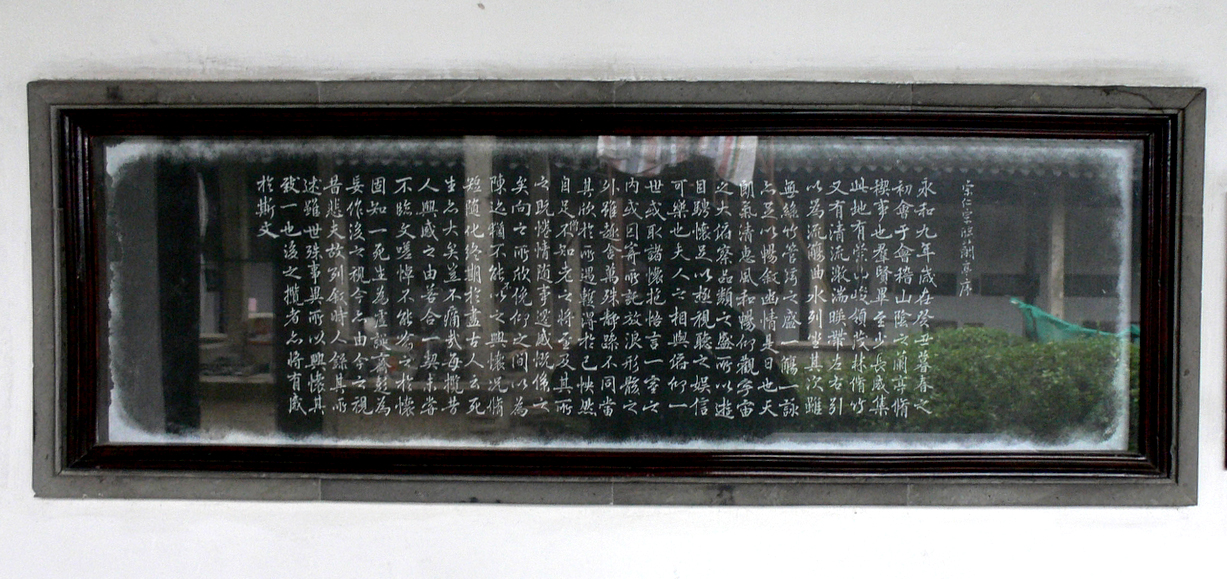
Kalligrafie von Song Renzong

Renzong, chinesisch 仁宗, Pinyin Rénzōng, W.-G. Jen2-tsung1 – „Vorfahr der Mitmenschliche“ (* 12. Mai 1010 in Kaifeng; † 30. April 1063 ebenda), war von 1022 bis zu seinem Tod der vierte Kaiser der Song-Dynastie. Mit 41 Jahren auf dem Thron gilt Renzong in den Geschichten über Richter Bao als ein guter Herrscher.

## Leben
Renzong wurde unter dem Geburtsnamen „Shouyi“ als sechster Sohn von Kaiser Song Zhenzong und Konkubine Li geboren. 1014 wurde er Qing-Herzog und im folgenden Jahr Shouchun-Prinz. Im Jahr 1018 wurde er erst zum Sheng-Prinzen, dann zum Kronprinzen erhoben und in „Zhen“ umbenannt.

## Ehre und Nachkommen

### Kaiserinnen
- Kaiserin Guo
- Kaiserin Cao
- Kaiserin Zhang (posthum)
- Kaiserin Zhang (posthum)

### Nachkommen
Söhne
- Zhao Fang
- Zhao Xin
- Zhao Xi

Töchter
- Fukang-Prinzessin
- Xu-Prinzessin
- Deng-Prinzessin
- Zhen-Prinzessin (1042–1043)